# Gavicalis fasciogularis
Il succiamiele delle mangrovie (Gavicalis fasciogularis (Gould, 1854)) è un uccello passeriforme della famiglia Meliphagidae, endemico dell'Australia.